# Shun'ichi Amari
Shun'ichi Amari (甘利 俊一, Amari Shun'ichi), est un ingénieur et neuroscientifique née en 1936 à Tokyo.
Il s'est spécialisé en ingénierie mathématique en 1958 à l'université de Tokyo, puis a obtenu son diplôme en 1963 de l'École supérieure de l'université de Tokyo.
Sa maîtrise en ingénierie en 1960 s'intitulait Fondements topologiques et théoriques de l'information de la diacoptique et de la codiacoptique. Son doctorat d'ingénierie en 1963 s'intitulait Diakoptique des espaces d'information.
Shun'ichi Amari a reçu plusieurs prix et est professeur invité dans diverses universités.
Il est l'auteur de plus de 200 articles évalués par des pairs  et est surtout connu pour avoir développé la géométrie de l'information. Il a également inventé indépendamment le réseau de Hopfield en 1972, une forme de réseau neuronal récurrent auto-organisé.
Il occupe actuellement un poste au laboratoire RIKEN et est vice-président du Brain Science Institute, directeur du Brain Style Information Systems Group et chef d'équipe du Mathematical Neuroscience Laboratory.
Il a remporté le prix IEEE Emanuel R. Piore (1997).

## Œuvres clés
- A Geometrical Theory of Information (en japonais), Kyoritsu, 1968
- Information Theory (en japonais), Daiamondo-sha, 1971
- Mathematical Theory of Nerve Nets (en japonais), Sangyotosho, 1978
- Methods of Information Geometry[3], en collaboration avec Hiroshi Nagaoka, originally published  in Japanese in 1993 and published in English in 2000 with the American Mathematical Society (AMS).